# Ethnocide

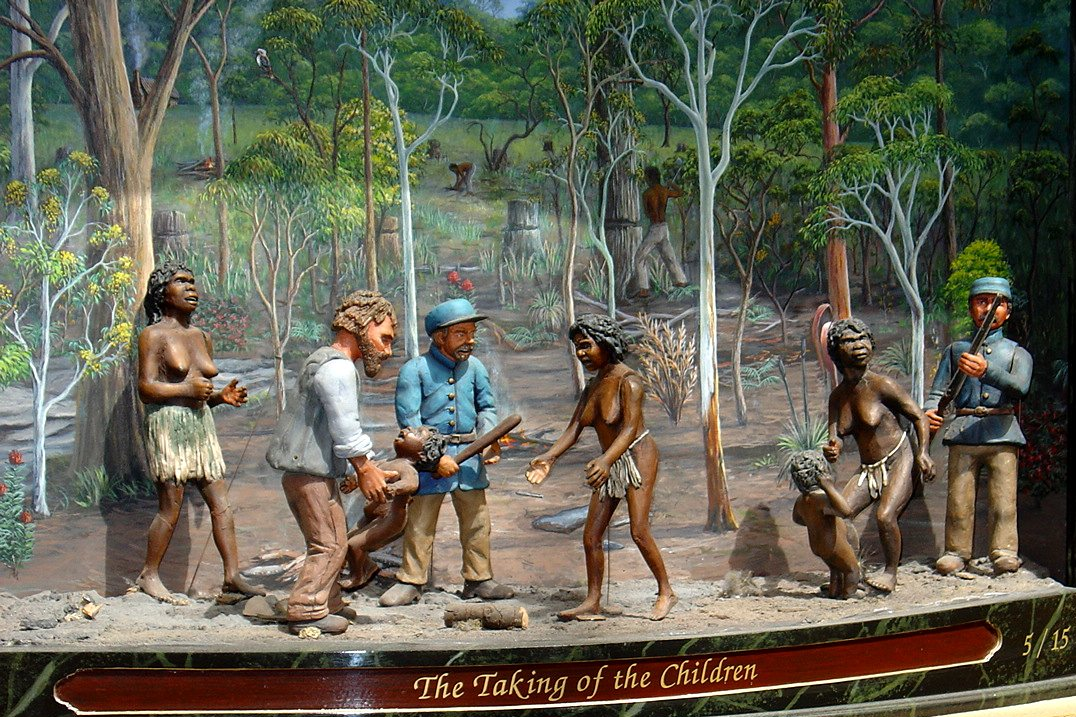
L'enlèvement d'enfants aborigènes, œuvre de Chris Cook installée en 2003 sur la grande horloge du Queen Victoria Building à Sydney.

L’ethnocide est la destruction de l’identité culturelle d’un groupe ethnique, sans nécessairement détruire physiquement ce groupe (génocide) et sans forcément user de violence physique contre lui (persécution, déportation, enlèvement des enfants). Un ethnocide peut être la conséquence d’un changement économique ou social progressif ou d’une politique d’État, en cela ce terme peut concerner un grand nombre d’exemples ; on a qualifié d’ethnocide l’acculturation des Amérindiens ou des aborigènes d’Australie (également accompagnée d'actes de génocide), les modifications profondes de la culture traditionnelle du Tibet en Chine,, la russification des peuples premiers de Sibérie, l’assimilation des Aïnous du Japon et des Kouriles, ou encore la tentative du général Franco d’éradiquer les langues catalane et basque dans les années 1930 en Espagne.

## Étymologie, origine, évolution et définition actuelle
Étymologiquement, le mot « ethnocide » signifie « meurtre d’une ethnie » et apparaît en 1944, comme synonyme de génocide, sous la plume de Raphaël Lemkin dans une note de son ouvrage Axis rule in occupied Europe (« Gouvernance de l’Axe en Europe occupée »), mais son sens change dans les années 1970 avec la décolonisation en toile de fond. Ainsi, l’ethnologue Robert Jaulin est un des premiers à l’utiliser dans le sens d’« acte de destruction d’une civilisation » ou « acte de décivilisation ».
Georges Condominas fustige le comportement de l’armée américaine au cours du discours inaugural (distinguished lecture) qu’il prononce à la session annuelle de l’American Anthropological Association de 1972 et utilise le terme d’« ethnocide » pour décrire la disparition des Mnong Gar dans les montagnes du Sud Viêt Nam.
Pour Yair Auron, « ethnocide » est un terme alternatif ou complémentaire de génocide. Il cite des rapports sur le Tibet depuis 1959, indiquant que le gouvernement communiste de Chine, en occupant militairement le pays, en détruisant des lamaseries et en combattant la religion au nom de la lutte contre le féodalisme, a commis un ethnocide, et peut-être même un génocide contre le peuple tibétain.
Enfin, d’après la définition avancée en 1983 par l’Union internationale des sciences anthropologiques et ethnologiques, un « ethnocide » est « toute entreprise ou action conduisant à la destruction de la culture d’un groupe, à l’éradication de son ethnicité ou identité ethnique ».

## «Ethnocide» et «génocide culturel»
La notion de « génocide culturel » a été introduite ultérieurement à celle de génocide. Son utilisation est controversée et recoupe le champ de l’ethnocide. Selon Jean-François Garreau, « D’aucuns ont dérivé de cette idée la notion de « génocide culturel », qui couvrirait des actes commis délibérément dans l’intention d’empêcher les membres d’un groupe d’utiliser leur langue, de pratiquer leur religion ou d’avoir des activités culturelles, pratiquant ainsi une sorte d’élimination à petit feu se déployant dans la durée. La notion demeure controversée et n’est généralement pas retenue dans le discours technique relatif au génocide ».
L’expression « génocide culturel » avait été utilisée par l’ONU dans un projet de déclaration sur les droits des peuples autochtones, mais n’a finalement pas été retenue, étant remplacée par l’expression « assimilation forcée ».
Toutefois, ce concept de « génocide culturel » a connu de nombreux usages au sein des mouvements culturels et politiques de libération à partir des années 1970. Un exemple notable est celui de l'emploi de l'expression par le mouvement afro-brésilien afin de dénoncer l'éradication des apports culturels africains dans la culture brésilienne, à partir de 1978 – date de la publication de l'ouvrage O Genocídio do Negro Brasileiro (« Le génocide du Noir brésilien ») d'Abdias do Nascimento.
En 2005, Patrick Le Lay, ancien patron de TF1 et patron de TV Breizh, a accusé la France d'avoir procédé à un « génocide culturel de la langue bretonne », lequel serait dû au jacobinisme,,.

#### Droit international
- Anthropologie juridique
- Peuple autochtone, Droit des peuples autochtones (Déclaration des droits des peuples autochtones
- Colonisation, Décolonisation, Droit des peuples à disposer d'eux-mêmes
- Doctrine de la découverte, Terra nullius

#### Études théoriques
- Études postcoloniales

#### Bulles pontificales
- Dum diversas (1452)
- Romanus pontifex (1455)
- Aeterni regis (1481)
- Dudum siquidem (1493)
- Inter caetera (1493)